# 姜黎黎
姜黎黎（1954年12月18日—），女，辽宁沈阳人，中国大陆影视演员。1983年凭借电影《赤橙黄绿青蓝紫》获得第6届大众电影百花奖最佳女配角。